# Shamsuddin Ilyas Shah
Shamsuddin Ilyas Shah (bengalisch শামসুদ্দীন ইলিয়াস শাহ; * in Sīstān; † 1358 in Bengalen) war ein Kriegsherr in Diensten des Sultanats von Delhi und im Jahr 1352 der Begründer Ilyas-Shahi-Dynastie des unabhängigen Sultanats von Bengalen.

## Biografie
Außer dass er aus einer adligen Familie stammte und um 1330 nach Indien emigrierte, ist über seine Herkunft so gut wie nichts bekannt. Eine Zeit lang stand er in Diensten des Sultans von Delhi, doch bereits nach wenigen Jahren wandte er sich nach Bengalen und begab sich in die Dienste von Izzuddin Yahya, dem dortigen Statthalter der in Delhi residierenden, aber immer schwächer werdenden Tughluq-Dynastie. Nach dem Tod Izzuddin Yahyas (1338) okkupierte er die Herrschaft über Satgaon und nahm den Sultanstitel an (1342–1352). In den Jahren von 1339 bis 1352 unternahm er mehrere Feldzüge, die ihn bis ins Kathmandu-Tal führten, wo er die Heiligtümer von Pashupatinath und Swayambunath zerstörte und mit reicher Beute zurückkehrte; außerdem führte er Krieg gegen die beiden anderen quasi unabhängigen Herrschaftsgebilde von Lakhnauti und Sonargaon bis zu deren Unterwerfung. Im Jahr 1352 rief er offiziell das Sultanat von Bengalen aus und machte Pandua (auch Adina genannt) zu dessen Hauptstadt. Noch im selben Jahr wandte er sich nach Orissa, wo er mehrere Hindu-Tempel zerstören ließ und erneut reiche Beute machte. Ein Jahr später zog er nach Bihar und dehnte sein Herrschaftsgebiet bis nach Varanasi aus; auch Assam wurde unterworfen.

## Herrschaft
Firuz Shah Tughluq (reg. 1351–1388), der Sultan von Delhi, wollte dem Treiben Shamsuddins ein Ende setzen und unternahm im November des Jahres 1353 einen Feldzug nach Bengalen, musste jedoch letztlich erfolglos abziehen. Man schloss einen Friedensvertrag und tauschte in den Folgejahren gegenseitige Geschenke aus. Insgesamt gilt die innenpolitische Seite der Herrschaft Shamsuddins als vergleichsweise liberal und gerecht. Größere Bauten sind von ihm nicht bekannt, doch gilt er als Gründer der Stadt Hajipur in Bihar.

## Bedeutung
Shamsuddin Ilyas Shah gilt ca. 150 Jahre nach Muhammad bin Bakhtiyar Khilji als Vereiniger Bengalens. Seine weiträumigen Feldzüge begründeten seinen Ruf als zweiter „Alexander“. Vielen Moslems gilt er als „Verteidiger des Glaubens“ und „Führer der Gläubigen“.

## Nachfolge
Nachfolger wurde sein Sohn Sikander Shah (reg. 1358–1390).